# 卡尔·弗里德里希·瑙曼
格奥尔格·阿马多伊斯·卡尔·弗里德里希·瑙曼 （德語：Georg Amadeus Carl Friedrich Naumann，1797年5月30日—1873年11月26日），德国矿物学家和地质学家。月球上的瑙曼环形山就是以他的名字命名的。

## 生活
瑙曼出生在德累斯顿，是一位杰出音乐家和作曲家的儿子。在普福尔塔（Pforta）接受了早期教育，在弗赖贝格就读于维尔纳门下，后来继续在莱比锡和耶拿学习，并在耶拿毕业。1823年和1824年他先后在耶拿和莱比锡任教；1824年继腓特烈·摩斯之后成为结晶学教授，1835年在弗赖贝格成为与维尔纳同专业的教授；1842年被任命为莱比锡大学矿物学和地质学教授。1846年他曾受托为地理学家伯恩哈德·冯·科塔（Bernhard von Cotta）绘制了一幅萨克森州地质图。
诺曼是一位知识渊博之人，一名思维清晰和流畅的教师。早期（1821年至1822年）曾遍行于挪威各地，他的观察以及随后所发表的晶体、矿物和地质学术刊物，为他确立了的声望。1868年他被伦敦地质学会授予沃拉斯顿奖章。1873年在莱比锡去世。
他发表了《挪威知识的贡献》（Beitrage zur Kenntniss Norwegens）;《矿物学知识》（Lelirbuch der Mineralogie ）；《矿物元素》（Elemente der Mineralogie）；《教科书地质》（Lehrbuch der Geognosie）。

## 参引资料
- 本条目包含来自公有领域出版物的文本: Chisholm, Hugh (编).  (第11版). London: Cambridge University Press. 1911.